# Sergej Michajlovič Ljapunov
Sergej Michajlovič Ljapunov, in russo Серге́й Миха́йлович Ляпуно́в? e traslitterato anche come Sergei Mikhailovich Lyapunov (Jaroslavl', 30 novembre 1859 – Parigi, 8 novembre 1924), è stato un compositore e pianista russo.

## Biografia
Dopo aver appreso i primi rudimenti di musica con la madre, Ljapunov studiò pianoforte e composizione fino al 1883 al conservatorio di Mosca. Nel 1885 si stabilì a San Pietroburgo ove fu condirettore assieme a Milij Alekseevič Balakirev della cappella di corte dal 1894 al 1902. Nel 1893 fu inviato dalla Società Geografica Imperiale nelle regioni di Vologda, Vjatka e Kostroma per raccogliere canti popolari che pubblicò successivamente, nel 1907, trascritti con accompagnamento di pianoforte, in collaborazione con altri musicisti. Dal 1900 al 1910 fu ispettore dell'Istituto Musicale Sant'Elena. Professore al conservatorio di San Pietroburgo dal 1910, vi insegnò pianoforte, teoria e strumentazione e, dal 1917, composizione. Trasferitosi a Parigi, nel 1922/23 diresse una scuola musicale russa. Concertista apprezzato (aveva iniziato la carriera di pianista nel 1882 e di direttore d'orchestra nel 1904), tenne numerose tournée in Russia, Germania, Austria e Francia.

## Stile
Tra gli allievi diretti di Balakirev, Ljapunov è senza dubbio il più notevole e il più importante; rispetto al maestro egli presenta però un carattere più intimo e meno esuberante. Inoltre egli subisce l'influsso non solo del folklore russo, ma anche di quello di altri paesi: ne è un classico esempio il poema sinfonico Zelazowa Wola (scritto nel 1910 in occasione dell'inaugurazione del monumento a Fryderyk Chopin nel luogo della sua nascita), costruito su motivi chopiniani e popolari polacchi.
Ljapunov è dotato di un'immediatezza comunicativa che conquista l'ascoltatore; inoltre essendo pianista concertista di valore egli stesso ha la capacità di rendere le sue opere interessanti e suggestive per gli ascoltatori ed attraenti per gli interpreti. La parte più valida della produzione artistica di Ljapunov riguarda appunto la musica pianistica, mentre le composizioni sinfoniche e da camera non hanno resistito all'usura del tempo. Come compositore pianistico Ljapunov costituisce una specie di trait d'union tra il pianismo di Balakirev (il cui esempio più significativo è Islamej) e quello di Franz Liszt, Fryderyk Chopin e Robert Schumann. I migliori esempi di questo ruolo si vedono nei due concerti per pianoforte e orchestra e nei magistrali Studi d'esecuzione trascendentale, op.11 (con la celebre Lezginka), tuttora validissimi e utili per ogni pianista concertista.

## Opere principali
Per orchestra:
- Ouverture da concerto (1883; revisionata col titolo Ballata op. 2, 1894/96)
- 2 sinfonie (in sib min. op.12, 1887; in si bemolle maggiore op. 66, 1917)
- Ouverture solenne su temi popolari russi op. 7 (1896)
- Polonaise op. 16 (1900)
- 2 poemi sinfonici (Zelazowa Wola op. 37, 1909; Hahish op. 53, 1913)
- 2 concerti per pianoforte (in mi bemolle minore op. 4, 1890; in mi maggiore op. 38, 1909)
- Rapsodia su temi ucraini per pianoforte op. 28 (1907)
- Concerto per violino in re minore op. 61 (1915; anche riduzione per violino e pianoforte, 1921)

Musica da camera:
- Sestetto in si bemolle minore con contrabbasso e pianoforte op. 63 (1916; revisione 1921)

Per pianoforte:
- Improvviso op. 5 (1894)
- 7 preludi op. 6 (1895)
- Notturno op. 8 (1898)
- 12 studi d'esecuzione trascendentale op. 11 (1897/1905)
- 8 mazurke (nº1-2 op. 9, 1898; nº3 op. 17, 1902; nº4 op. 19, 1903; nº5 op. 21, 1903; nº6 op. 24, 1905; nº7 op. 31, 1908; nº8 op. 36, 1909)
- Novelletta op. 18 (1903)
- Valse-pensive op. 20 (1903)
- Tarantella op. 25 (1906)
- 3 Walzer-improvvisi (op. 23, 1905; op. 29, 1908; op. 70, 1919)
- Sonata in fa minore op. 27 (1908)
- Umoresca op. 34 (1909)
- 6 divertimenti op. 35 (1909)
- Feste di Natale, 4 quadri op. 41 (1910)
- Scherzo op. 45 (1911)
- Barcarola op. 46 (1911)
- Variazioni su un tema russo op. 49 (1912)
- Grande polonaise concertante op. 55 (1913)
- Preludio e fuga in sib minore op. 58 (1913)
- 6 pezzi facili op. 59 (1914)
- Variazioni su un tema georgiano op. 60 (1914/15)
- Preludio (1915)
- Sonatina in re bemolle maggiore op. 65 (1917)
- 6 pezzi facili (1918/19)
- Toccata e fuga in do maggiore (1920)
- Allegratto scherzando (1923)
- Canone in mi minore (1923)

Per organo (o 2 pianoforti) :
- Preludio pastorale in si minore op. 54 (1913)

Per coro:
- 2 canti popolari russi op. 15 (1902)
- 10 quartetti op. 47 e op. 48 per coro maschile (1912)

Musica sacra:
- Pezzi per coro a cappella (1915)
- Salmo CXL per voce, organo e arpa op. 64 (1916)
- Canto della sera, cantata op. 68 (1920)

Inoltre:
- circa 50 liriche
- composizioni per 2 pianoforti
- rielaborazioni di canti popolari
- riduzioni per pianoforte di alcuni brani dell'opera Ruslan e Ljudmila di Glinka
- completamento del secondo concerto in mi bemolle per pianoforte e orchestra di Balakirev[1]